# Paju-Kurdla
Paju-Kurdla is een plaats in de Estlandse gemeente Saaremaa, provincie Saaremaa. De plaats heeft de status van dorp (Estisch: küla) en telt 18 inwoners (2021).
Tot in oktober 2017 lag Paju-Kurdla in de gemeente Laimjala. In die maand werd Laimjala bij de fusiegemeente Saaremaa gevoegd.
Paju betekent ‘weide’. Wat zuidelijker ligt het dorp Mägi-Kurdla (‘Heuvel-Kurdla’).

## Geschiedenis
Paju-Kurdla werd voor het eerst genoemd in 1453 onder de naam Hinrick Pagenkurgell is tho Londal eyn bur. In 1645 heette de nederzetting Paiju Kurgel of Paio Kurgel en lag ze op het landgoed van Laimjala.
Tussen 1977 en 1997 waren Paju-Kurdla en Mägi-Kurdla één dorp onder de naam Kurdla.